# Änglahund - En samling
Änglahund - En samling är ett samlingsalbum av Hasse Andersson, släppt 2002.
Skivan nådde ända upp till 14:e platsen på svenska topplistan den 22 mars 2002

## Låtlista

### CD 1
1. Änglahund
2. Min gamla gitarr
3. Skomakare Anton
4. Boots och nya jeans
5. Åh, nej!
6. Om ett hus kunde tala
7. Sommardansen
8. Samling köket
9. Du är min vän
10. Vinterepos
11. North to Alaska
12. En liten Elin
13. En gång var himlen mycket nära
14. Kräftfisket
15. Höstens sista blomma
16. Utvikta Susanne
17. Måsen
18. Dans på Vejby ängar
19. Det är du och jag
20. Till min livskamrat

### CD 2
1. Har jag sagt till dig i dag...
2. Arrendatorns klagan
3. Eva-Lena
4. Det är akut
5. Lördagkväll
6. Amandas sång
7. Steg efter steg
8. Hej Hasse hej
9. Marknadsvarité
10. En helt vanlig söndag
11. Ann-Christine
12. Mina allra bästa minnen
13. It Keeps Right on a Hurtin'
14. Ingen dag utan en kram
15. Här är jag
16. Frälsningssoldaten
17. Så speciell
18. När gässen sträcker mot norr
19. Var är du nu lille påg?
20. Sista seglatsen

## Listplaceringar
| Lista (2002) | Topplacering |
| ------------ | ------------ |
| Sverige      | 14           |

### Fotnoter
1. ↑  ”Änglahund”. Swedishcharts. 26 februari 2002. http://www.swedishcharts.com/showitem.asp?interpret=Hasse+Andersson&titel=%C4nglahund+%2D+en+samling&cat=a. Läst 20 januari 2008.